# Cuzalapa
Cuzalapa es una localidad del estado mexicano de Jalisco. Es parte del municipio de Cuautitlán de García Barragán.

## Toponimia
El nombre «Cuzalapa» proviene de los términos en náhuatl: cuzatli, comadreja; apan, río. Su significado es «En el río de las comadrejas».

## Demografía
| Gráfica de evolución demográfica |
|                                  |

| Censo | Población |
| ----- | --------- |
| 1900  | 273       |
| 1910  | 349       |
| 1921  | 87        |
| 1930  | 391       |
| 1940  | 495       |
| 1950  | 610       |
| 1960  | 681       |
| 1970  | 650       |
| 1980  | 676       |
| 1990  | 811       |
| 2000  | 776       |
| 2010  | 870       |
| 2020  | 1 019     |